# Леонов, Виктор Александрович
Виктор Александрович Леонов (1916 — неизвестно) — советский футболист (защитник), хоккеист, тренер.

## Биография
Начал карьеру футболиста в 1937 в команде омского Дома Красной Армии. В высшей советской лиге провёл 3 матча в начале сезона 1940 составе ЦДКА, когда у армейцев в составе отстутствовало сразу несколько ведущих игроков (Федотов, Лясковский, Щербатенко). Леонов подменял в составе Калинина и делал это удачно, закрыв в матче с «Локомотивом» Киреева. В 1942 играл за команду сызранского авиаучилища. В 1944 перешёл в команду авиаучилища московского, в 1945 переименованную в ВВС. За команду мастеров ВВС играл до 1947 года.
После окончания карьеры тренировал серпуховскую «Звезду». В 1965 принял руководство новой смоленской командой мастеров, созданной сразу после расформирования смоленского «Спартака». Через несколько дней после назначения Леонова новая команда получила название «Искра». Руководил смолянами в сезонах 1965 и 1966, в обоих из которых команда заняла предпоследнее место в 1-й зоне класса «Б», в результате чего в 1967 Леонова сменил другой бывший игрок московских армейцев Владимир Стрешний.
В 1947—1949 также выступал в хоккее с шайбой за ВВС в высшей лиге, в части сезона 1947/48 был играющим тренером клуба. Серебряный призёр чемпионата СССР 1948/49. В сезоне 1949/50 — играющий тренер команды МВО, ставшей победителем второй группы чемпионата СССР.